# Albert d'Amade
Albert Gérard Léo d'Amade, född 24 december 1856 och död 11 november 1941, var en fransk militär.
D'Amade blev officer vid infanteriet 1876, var militärattaché i London 1901-04, brigadgeneral och befälhavare över franska trupperna i Marocko 1907, divisionsgeneral 1908, armékårschef 1913, befälhavare över den mot Italien uppställda alparmén 1914, chef för franska landstigningstrupperna vid Dardanellerna februari-maj 1915, chef för 10:e armékårsområdet 1917–19.